# Laurie Rose
Laurie Rose (* 20. Jahrhundert) ist ein britischer Kameramann aus Brighton.
Laurie Rose wurde um 2000 als Kameraoperateur und Kameraassistent beim britischen Fernsehen tätig. Seit 2002 war er als eigenständiger Kameramann an mehr als drei Dutzend Film- und Fernsehproduktionen beteiligt. Rose ist Stammkameramann des Regisseurs Ben Wheatley seit dessen Debüt Down Terrace von 2009. Für seine Arbeit bei der Miniserie London Spy wurde Rose 2016 mit einem British Academy Television Craft Award ausgezeichnet.

## Filmografie (Auswahl)
- 2009: Down Terrace
- 2011: Kill List
- 2012: Sightseers
- 2013: A Field in England
- 2013: Him & Her (Fernsehserie, 5 Folgen)
- 2014: Friday Night Dinner (Fernsehserie, 6 Folgen)
- 2015: High-Rise
- 2015: Bill
- 2015: London Spy (Miniserie)
- 2016: Free Fire
- 2016: Peaky Blinders – Gangs of Birmingham (Fernsehserie, 6 Folgen)
- 2017: Journey’s End
- 2017: The Escape
- 2018: Happy New Year, Colin Burstead.
- 2018: Stan & Ollie
- 2018: Operation: Overlord (Overlord)
- 2019: Friedhof der Kuscheltiere (Pet Sematary)
- 2020: Summerland
- 2020: Rebecca
- 2020: Freaky
- 2022: Rosalinde (Rosaline)